# Mull of Kintyre (píseň)
Mull of Kintyre je píseň americko-britské hudební skupiny Wings, autory textu a hudby jsou Paul McCartney a Denny Laine. Píseň oslavuje malebnost skotského poloostrova Kintyre a mysu Mull of Kintyre, kde má Paul McCartney od roku 1966 farmu. Píseň se stala nejúspěšnější skladbou Wings ve Spojeném království - stala se prvním singlem, kterého zde byly prodány přes dva miliony kopií.

## Coververze
- Roku 1982 zařadil Glen Campbell svou verzi Mull of Kintyre na album Old Home Town. Na koncertech měl tuto píseň sám hrát na skotské dudy.[4]

- Člen skupiny Wings Denny Laine nahrál v roce 2007 „Mull of Kintyre“ na své album Performs the Hits of Wings.[5]

Francouzský aranžér a skladatel Franck Pourcel nahrál roku 1977 orchestrální verzi této písně.
Českou verzi s textem Pavla Vrby natočil v roce 1978 Miroslav Dudáček u Supraphonu pod názvem Málo mne znáš.     